# Kuhgraben (Bremen)

Hellblau = Kuhgraben heute
hellblau gepunktet = Kuhgraben bis 1888 (nördlich der Bahnlinie bis 1972)
dunkelblau gepunktet = Dobben bis 1864

Der Kuhgraben in Bremen ist ein quer zur Wümme verlaufender 3,2 Kilometer langer geradliniger Kanal. 
Bis 1888 erstreckte er sich von der Mündung in die Wümme doppelt so weit nach Süden wie heute. Angelegt wurde er als Entwässerungsgraben und Transportweg im Zuge der landwirtschaftlichen Erschließung (Hollerkolonisation) der Wümmeniederung. 

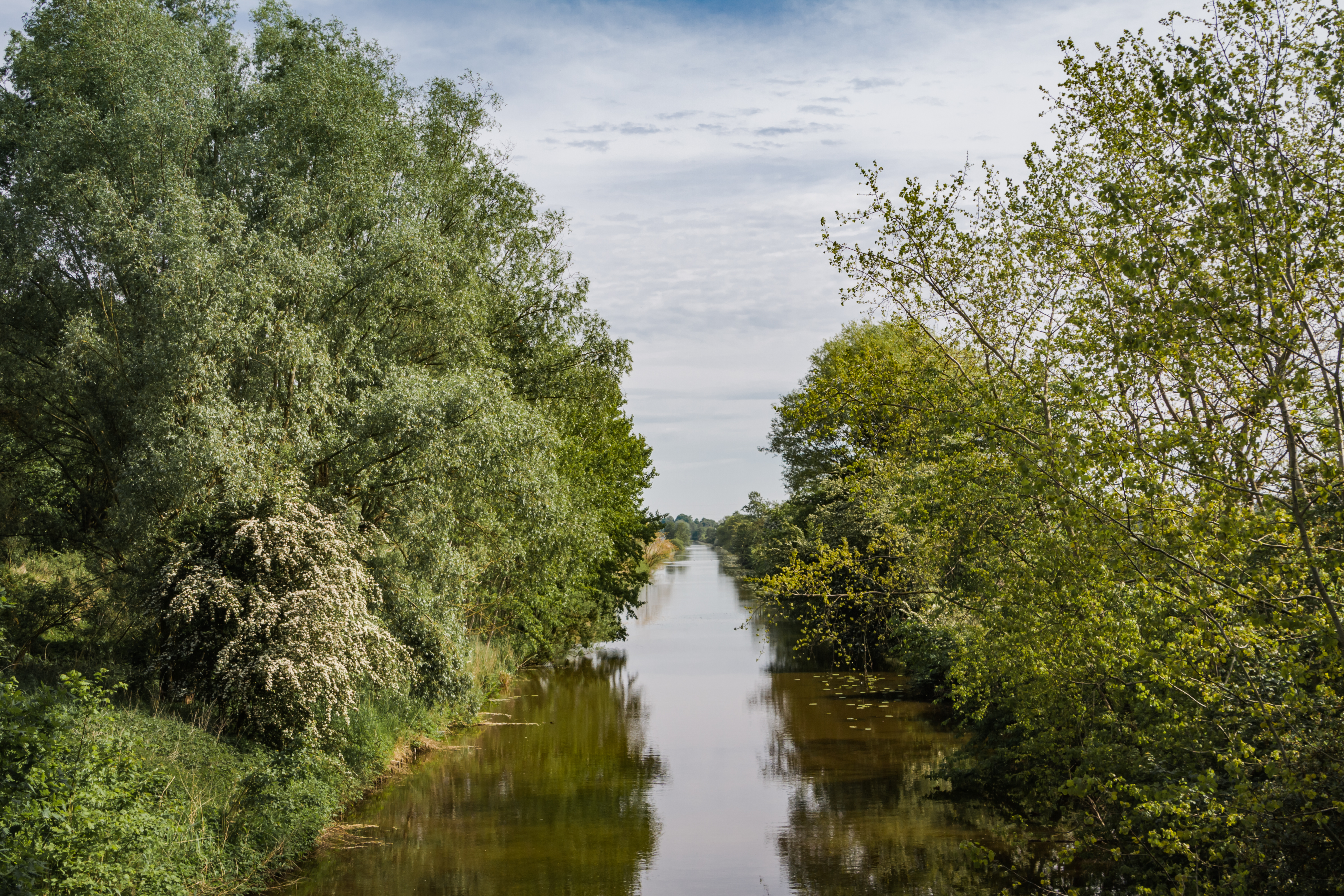
Kuhgraben mit Begleitgehölz

## Historischer Rahmen
Die vielfach kolportierte Aussage, der Name beziehe sich eigentlich auf seine Bedeutung als Grenzlinie, etwa als Verballhornung von Gaugraben, ist nicht zu belegen. Die erste schriftliche Erwähnung, als kograve stammt aus dem Jahr 1277, als der Bremer Erzbischof Giselbert Landflächen an seinen Ufern vom Kloster Lilienthal (zurück-)erhielt, das 1232 von seinem Vorvorgänger Gerhard II. gegründet worden war. Unter die Regie der Freien Stadt Bremen kam der Kanal 1365. Während nördlich der Kleinen Wümme seit 1500 die Gebiete beiderseits des Grabens der Stadt Bremen unterstanden, bildete der südliche Teil bis 1803 die Grenze zum Erzstift bzw. Herzogtum Bremen.

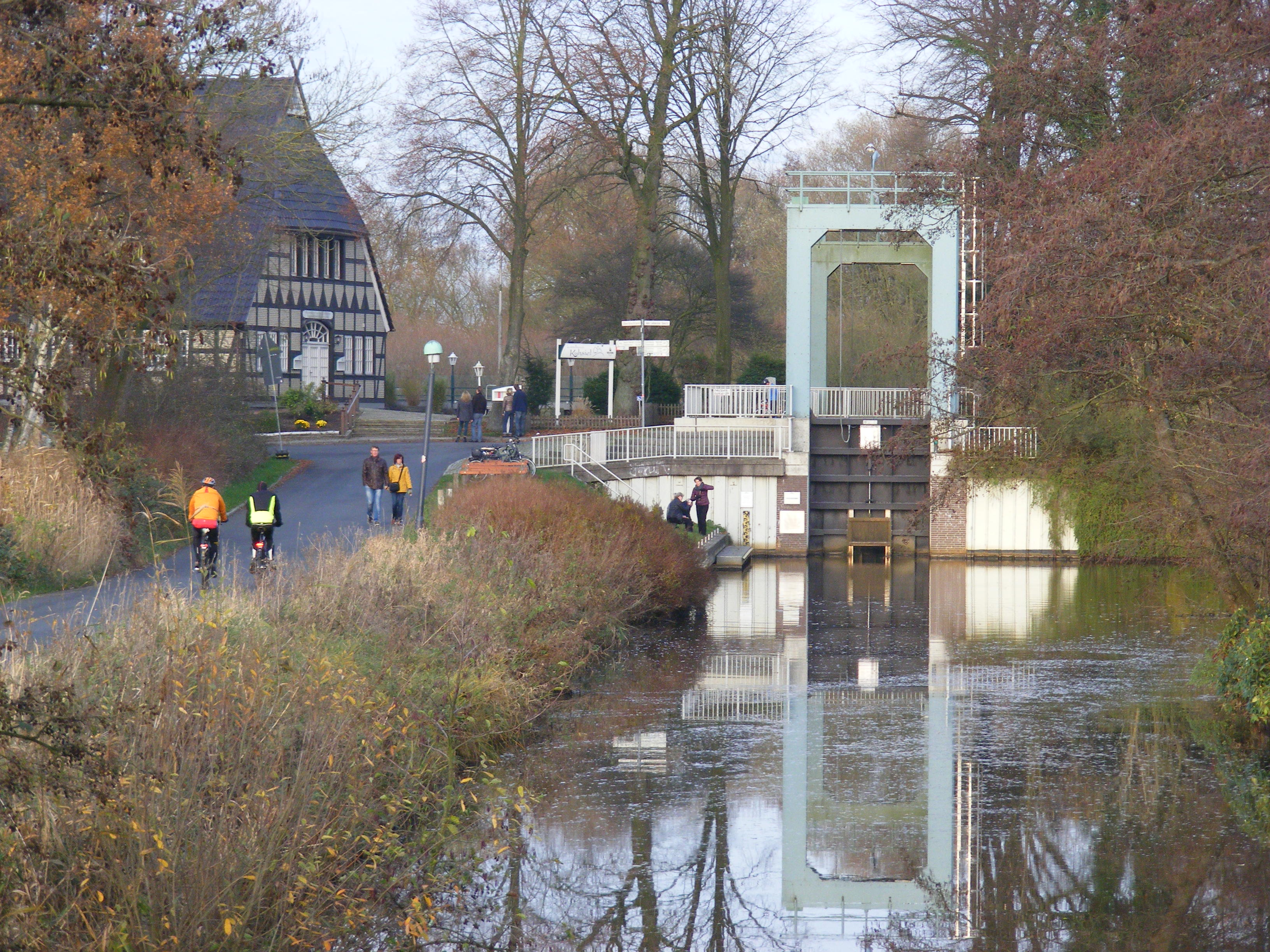
Schleuse und Gasthaus Kuhsiel

## Verlauf und Geschichte

### Südlich der Kleinen Wümme
Bis 1888 führte der Kuhgraben im Verlauf der heutigen Parkallee weiter in Richtung Stadtzentrum, wo er bis 1864 südlich deren heutiger Eisenbahnunterführung Anschluss an den Dobben hatte, der seinerseits am Südende des Sielwalls durch ein Siel mit der Weser verbunden war. Die Strömung ging von der Weser zur Wümme. Dobben und Kuhgaben zusammen waren Teil der Bremer Landwehren. Den Übergang nach Schwachhausen, das (s. o.) bis 1803 Ausland war, sicherte der 1410 errichtete Pagenthorn, später durch ein Rechteckfort ersetzt. Er stand nördlich der heute An der Weide genannten Straße. 1459 ging daneben eine Schleifmühle in Betrieb, die später zur Walkemühle umgebaut wurde.  Auf der Nordseite der Straße An der Weide und im Verlauf des heutigen Breitenwegs setzte sich der Kuhgraben als südliche Begrenzung der Bürgerweide bis an den Weidedamm fort, der vor der Anlage des Stadtteils Findorff auch die heutige Findorffstraße umfasste. Im Gegensatz zum übrigen Kuhgraben war dieser Gewässerabschnitt etwas geschlängelt und ist entstehungsgeschichtlich als Fortsetzung des Dobbens anzusehen. Diese Südseite der Bürgerweide hatte im Bremer Weidebrief ein Gewässer namens Widel markiert. In der Nähe der Verknüpfung von Kuhgraben und Dobben befand sich einer der Bremer Torfhäfen.

### Nördlich der Kleinen Wümme
Der Kuhgraben reichte im Mittelalter von der Weser bis zur Kleinen Wümme. Im Landkartenvergleich ist zu erkennen, dass der Teil weiter nürdlich zwischen 1648 und 1764 angelegt wurde. Der gesamte Verlauf wurde 1798 dargestellt.
Heutzutage verbindet der Kuhgraben nur noch die Wümme im Norden, an die er Anschluss durch das Kuhsiel hat, mit der Kleinen Wümme, auf die er am Ostende des Wetterungswegs trifft, an der Ostecke des Stadtwaldes. 
Im Jahr 2007 wurde am heutigen Südende des Kuhgrabens eine Anlegestelle für touristische Bootsfahrten eingerichtet.

## Torfschifffahrt
Der als Brennstoff benötigte Torf wurde auf Torfkähnen vom Bereich der Wümme über den Kuhgraben nach Bremen transportiert, siehe Torfschifffahrt auf der Wümme. 1826 wurde der parallele „Neue Torfkanal“ (heute nur noch „Torfkanal“ genannt) eröffnet. Danach wurden beide Transportwege genutzt. Der Kuhgraben wurde damals zur Unterscheidung auch als „Munte-Torf-Kanal“ bezeichnet.
Durch den Bau der 1874 eröffneten Bahnstrecke Wanne-Eickel–Hamburg wurde der Kuhgraben in zwei Teile geteilt. Die Torfschifffahrt auf dem Kuhgraben endete vielleicht schon dadurch, spätestens jedoch 1888, als der Kuhgraben südlich der Bahnlinie zugeschüttet wurde. Als Ersatz wurde der „Verbindungskanal Munte“ angelegt, der direkt an der Bahnlinie in Richtung nach Westen zum Torfkanal führte.
Im Zusannenhang mit dem Bau der Universität wurde der Kuhgraben um 1970 auch im Bereich nördlich der Bahnlinie bis hin zur Kleinen Wümme zugeschüttet. Als Ersatz entstand der Stradtgraben etwa 100 Meter weiter durch den Stadtwald. Das zugeschütteten Gelände wurde zum Verlängerung der breiten Parkallee verwendet, die um 1972 fertiggestellt wurde. Die Bahnlinie wurde dafür großräumig untertunnelt.

## Kuhsiel

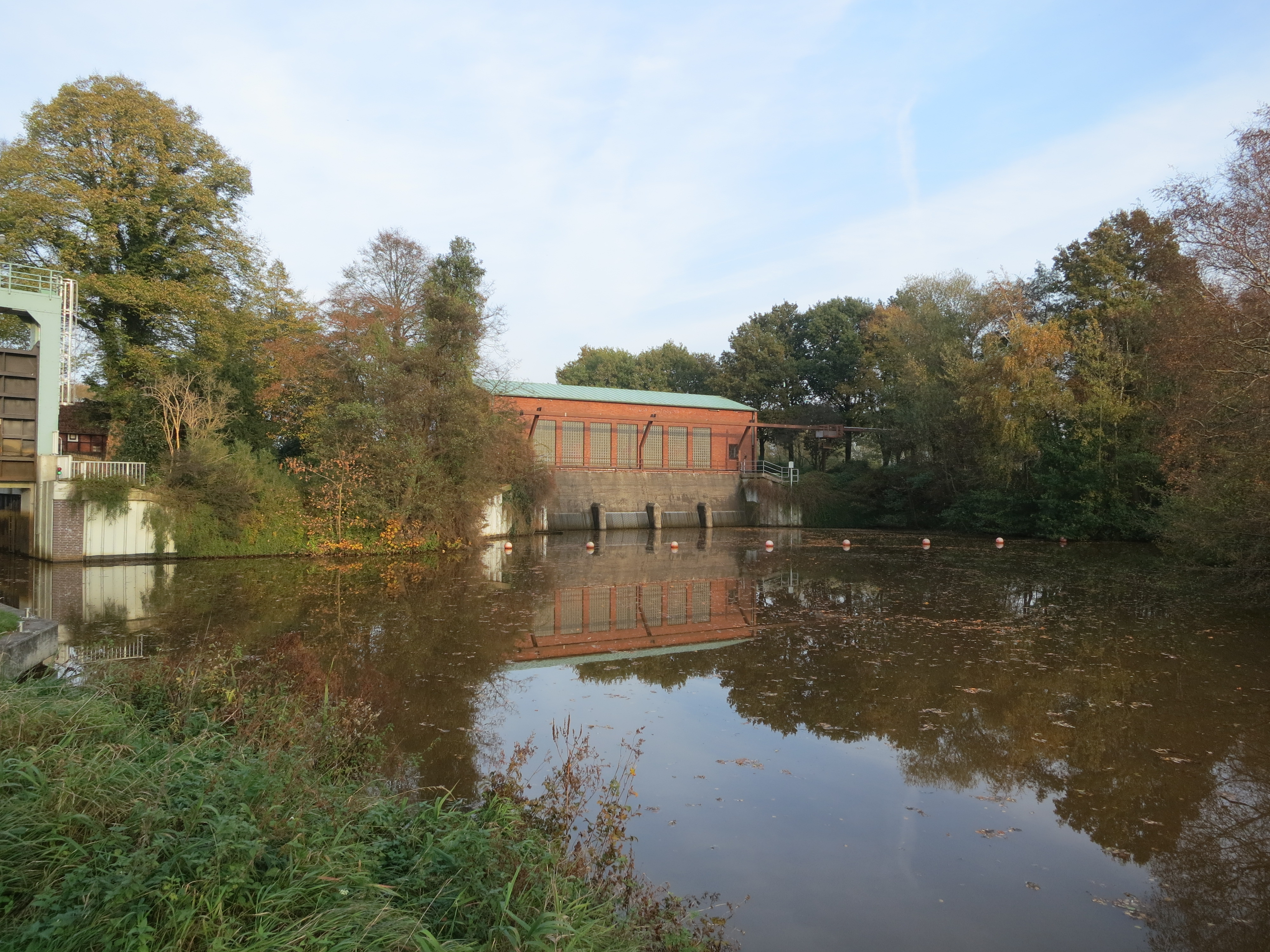
Schöpfwerk Kuhsiel

Wie Karten der bremischen Landesaufnahme aus den Jahren 1798–1806 zeigen, war das Kuhsiel schon damals eines der großen Siele, die bei niedrigem Wasserstand der Wümme, wenn das Sieltor offen stand, mit kleinen Kähnen durchfahren werden konnten. War das Siel bei hohem Wasserstand der Wümme geschlossen, mussten die Schiffer aber
ihre Boote über den Deich ziehen bzw. von Pferden über den Deich ziehen lassen, um aus der Wümme in den Kuhgraben zu gelangen, oder umgekehrt. Als infolge der von Jürgen Christian Findorff auf den Weg gebrachten Moorkolonisation die Torfschifffahrt zunahm, wurde 1865 eine Schleuse gebaut. 1931 wurde sie durch eine neue Schleuse ersetzt. Diese wurde 1993 wegen Funktionsstörungen gesperrt, dann aber 1995 grundlegend repariert und modernisiert. Seither kann sie von den Besatzungen passierender Boote selber bedient werden.
Das Schöpfwerk am Kuhsiel wurde 1965 fertiggestellt. Es fungiert als Entlastungsschöpfwerk, kommt also dast nur dann zum Einsatz, wenn die abzuführenden Wassermengen die Leistungsfähigkeit des Schöpfwerks Wasserhorst übersteigen. Ein eigentliches Siel zur passiven Entwässerung gibt es am Kuhsiel nicht mehr. Stattdessen gibt es ein Zuleitungsrohr, das es ermöglicht, Wasser aus der Wümme in den Bremer Deichring strömen zu lassen, um die Wasserqualität der kleinen Wümme zu verbessern und um in niederschlagsarmen Zeiten den Feuchtgebiets-Charakter von Hollerland und Blockland zu erhalten. Während nach dem heutigen Wassermanagement der Kuhgraben eher ein Zufluss der Kleinen Wümme ist, klassifiziert ihn die derzeitige GKZ 49472 als direkten Zufluss der Wümme.

## Zuflüsse

### Holler Fleet
Das Holler Fleet war früher ein Zufluss der Wümme, in die es durch das Holler Siel im Kreuzdeich nördlich neben dem Kuhgraben mündete. Heute unterkreuzt es kurz vor dem Kreuzdeich den Lehester Deich und mündet in den Kuhgraben.

## Abfluss
Das Wasser aus dem Kuhgraben gelangt durch das Schöpfwerk Kuhsiel, sofern dies gerade im Einsatz ist, in die Wümme. Ansonsten kann es über die Kleine Wümme durch das Maschinenfleet und das Schöpfwerk Wasserhorst in die Lesum fließen.